# Encyclopaedia Hebraica

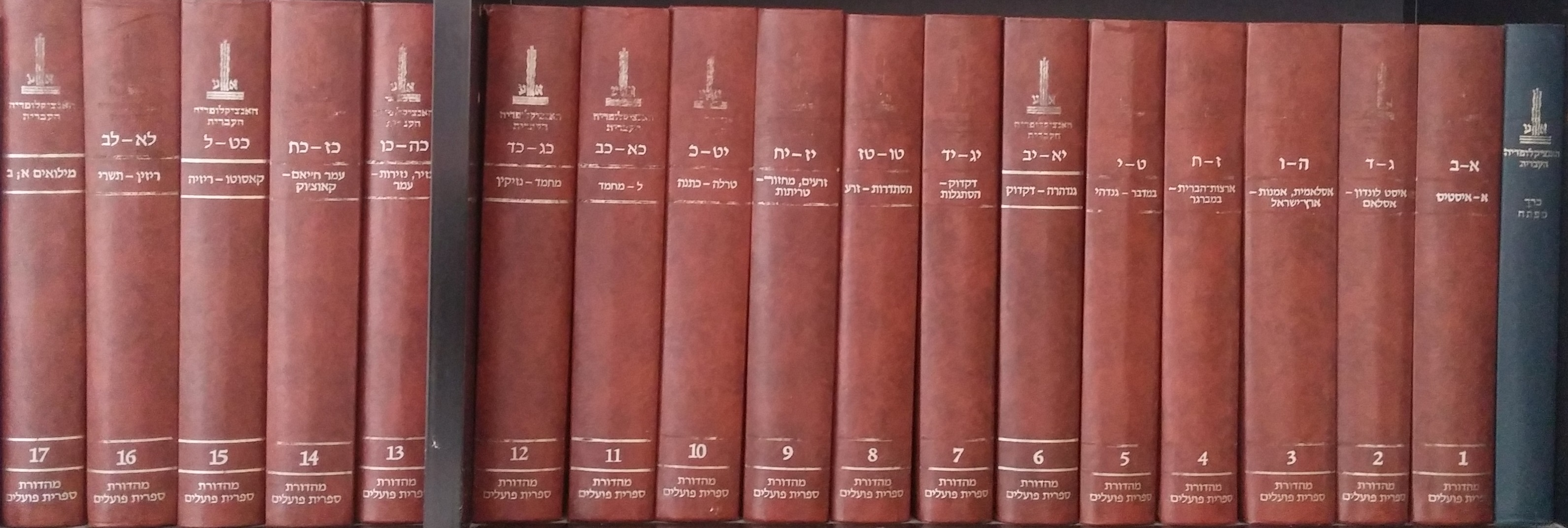
Encyclopaedia Hebraica na półce

Encyclopaedia Hebraica (האנציקלופדיה העברית) – największa encyklopedia w języku hebrajskim. Wydawcą był Bracha Peli. Została przygotowana pod kierownictwem naukowym Józefa Klausnera. Prace nad nią rozpoczęły się w 1944 roku, a pierwszy tom ukazał się w 1948 roku. Encyklopedia zdradza silne tendencje syjonistyczne. Najdłuższy artykuł biograficzny poświęcony jest Theodorowi Herzlowi, który jest uznawany za twórcę idei nowoczesnego syjonizmu. Encyklopedia zawiera żydowską interpretację historii. Nie ma w niej chociażby artykułu poświęconego Królestwu Jordanii.